# Cory Littleton
Cory Littleton (Spring Valley, 18 novembre 1993) è un giocatore di football americano statunitense che milita nel ruolo di linebacker nella National Football League (NFL) e che è free agent.

## Carriera

### Los Angeles Rams
Dopo non essere stato scelto nel Draft NFL 2016, il 5 maggio 2016 Littleton firmò da undrafted free agent con i Los Angeles Rams un accordo triennale da 1,63 milioni di dollari.
Debuttò da professionista nella prima gara della stagione regolare persa contro i San Francisco 49ers. 
Nella gara del tredicesimo turno, la sconfitta 10-26 contro i New England Patriots, collezionó otto tackle, il massimo in stagione. Nel turno successivo giocò la sua prima partita da titolare e fece un tackle nella sconfitta 14-42 contro gli Atlanta Falcons. Chiuse la sua prima stagione con 20 tackle, venendo premiato come miglior rookie della squadra.
Ad inizio della stagione 2017 il nuovo capo-allenatore dei Rams Sean McVay nominò Littleton riserva dietro Mark Barron e Alec Ogletree. Nella gara del sedicesimo turno, la vittoria 27-23 contro i Tennessee Titans, fece il primo sack e il primo intercetto in carriera insieme a sette tackle e un passaggio deviato. La gara successiva, la sconfitta 13-34 contro i San Francisco 49ers, segnò il suo record stagionale di tackle in una partita, con otto. Terminò la stagione regolare con 36 tackle, 22 in solitaria, quattro passaggi deviati, un sack e un intercetto in 16 presenze, di cui quattro da titolare. A fine stagione disputò la sua prima partita nei playoff, la sconfitta 13-26 nel turno delle Wild card contro gli Atlanta Falcons.
Littleton esplose nella stagione 2018 venendo convocato per il suo primo Pro Bowl e inserito nel Second-team All-Pro come special teamer dopo avere messo a segno 125 tackle, 4 sack e 3 intercetti. Nei playoff mise a segno 7 tackle nella vittoria per 30-22 sui Dallas Cowboys e 12 tackle nella vittoria per 26-23 sui New Orleans Saints che qualificò i Rams per il Super Bowl LIII, perso contro i New England Patriots.
Nel primo turno della stagione 2019 Littleton mise a segno un intercetto decisivo su Cam Newton nel finale di partita che impedì il tentativo di rimonta dei Carolina Panthers. In stagione giocò tutte le 16 partite da titolare collezionando un record personale stagionale di 134 tackle, più 3,5 sack e 9 passaggi deviati.

### Las Vegas Raiders
Il 17 marzo 2020 Littleton firmò con i Las Vegas Raiders un contratto triennale del valore di 36 milioni di dollari. Fu svincolato il 15 marzo 2022. In due stagioni giocò in 31 partite, 27 da titolare, collezionando 180 tackle.

### Carolina Panthers
Il 20 marzo 2022 Littleton firmò con i Carolina Panthers. In annata giocò in 15 partite, 7 da titolare.

### Houston Texans
Il 21 marzo 2023 Littleton firmò un contratto di un anno con gli Houston Texans per 2,4 milioni di dollari. Inizialmente non rientrò nel roster attivo dei Texans ma fu reinserito il 31 agosto 2023. Fu svincolato il 18 ottobre 2023 per poi essere messo nuovamente sotto contratto una settimana dopo, e poi svincolato di nuovo il 28 ottobre 2023. Con i Texans collezionó in totale sei presenze.

### New Orleans Saints
Il 2 novembre 2023 Littleton firmò per la squadra di allenamento dei New Orleans Saints, venendo subito elevato nel roster attivo per la gara del nono turno contro i Chicago Bears, dove giocò 15 snap nello special team.

### Houston Texans (2º periodo)
L'8 novembre 2023 Littleton lasciò la squadra di allenamento dei Saints dopo appena una settimana per rifirmare con il roster attivo dei Texans. Fu svincolato il 28 novembre 2023, dopo aver collezionato tre presenze.

## Palmarès

### Franchigia
- National Football Conference Championship: 1

Los Angeles Rams: 2018

### Individuale
- Convocazioni al Pro Bowl: 1

2018
- Second-team All-Pro: 1

2018

## Statistiche

### Stagione regolare
| Stagione | Stagione | Stagione | Stagione | Difesa  | Difesa  | Difesa  | Difesa | Difesa | Difesa | Difesa |
| Anno     | Squadra  | P        | PT       | T. tot. | T. sol. | T. ass. | Sck    | P.D.   | Int.   | F.F.   |
| -------- | -------- | -------- | -------- | ------- | ------- | ------- | ------ | ------ | ------ | ------ |
| 2016     | LA Rams  | 16       | 1        | 20      | 15      | 5       | 0,0    | 0      | 0      | 0      |
| 2017     | LA Rams  | 16       | 4        | 36      | 22      | 14      | 1,0    | 0      | 1      | 1      |
| 2018     | LA Rams  | 16       | 16       | 125     | 90      | 35      | 4,0    | 0      | 3      | 0      |
| 2019     | LA Rams  | 16       | 16       | 134     | 78      | 56      | 3,5    | 9      | 2      | 2      |
| 2020     | LV       | 14       | 14       | 82      | 56      | 26      | 0,0    | 0      | 0      | 0      |
| 2021     | LV       | 17       | 13       | 98      | 51      | 47      | 0,5    | 4      | 0      | 0      |
| 2022     | CAR      | 15       | 7        | 47      | 28      | 19      | 0,5    | 2      | 0      | 0      |
| 2023     | HOU      | 9        | 0        | 1       | 0       | 1       | 0,0    | 0      | 0      | 0      |
| 2023     | NO       | 1        | 0        | 0       | 0       | 0       | 0,0    | 0      | 0      | 0      |
| Totale   | Totale   | 120      | 71       | 543     | 340     | 203     | 9,5    | 15     | 6      | 3      |

### Playoff
| Stagione | Stagione | Stagione | Stagione | Difesa  | Difesa  | Difesa  | Difesa | Difesa | Difesa | Difesa |
| Anno     | Squadra  | P        | PT       | T. tot. | T. sol. | T. ass. | Sck    | P.D.   | Int.   | F.F.   |
| -------- | -------- | -------- | -------- | ------- | ------- | ------- | ------ | ------ | ------ | ------ |
| 2017     | LA Rams  | 1        | 0        | 1       | 1       | 0       | 0,0    | 0      | 0      | 0      |
| 2018     | LA Rams  | 3        | 3        | 29      | 22      | 7       | 0,0    | 0      | 1      | 0      |
| 2021     | LV       | 1        | 0        | 5       | 3       | 2       | 0,0    | 0      | 0      | 0      |
| Totale   | Totale   | 5        | 3        | 35      | 29      | 6       | 0,0    | 0      | 1      | 0      |

Fonte: Football Database
Statistiche aggiornate alla settimana 12 della stagione 2023